# اس‌اس کاردنا
اس‌اس کاردنا (به انگلیسی: SS Cardena) یک کشتی بود که طول آن 226 ft بود. این کشتی در سال ۱۹۲۳ ساخته شد.